# 东正教十二大节
东正教十二大节（希臘語：Δωδεκάορτον）是东正教会庆祝的十二个主要节日，其在东正教中的重要程度仅次于被称为“节中之节”的复活节（Great and Holy Pascha, Easter）。在这十二个节日中，八个为纪念耶稣的节日，四个为纪念誕神女（圣母玛利亚）的节日。十二大节分别为：
1. 主降生节（Nativity of Our Lord Jesus Christ）
2. 主领洗节（Theophany of Our Lord Jesus Christ）
3. 主进堂节（Meeting of Our Lord Jesus Christ into the Temple）
4. 圣母领报节（Annunciation of the Theotokos）
5. 主进圣城节（Entry of Our Lord Jesus Christ into Jerusalem）
6. 主升天节（Ascension of Our Lord Jesus Christ）
7. 三位一体节（Pentecost；Trinity Sunday）
8. 主显圣容节（Transfiguration of Our Lord Jesus Christ）
9. 圣母安息节（Dormition of the Theotokos）
10. 圣母圣诞节（Nativity of the Theotokos）
11. 举荣圣架节（Elevation of the Precious Cross）
12. 圣母进堂节（Entrance of the Theotokos into the Temple）